# Бэтмен: Три Джокера
«Бэтмен: Три Джокера» (англ. Batman: Three Jokers) — ограниченная серия комиксов, которую в 2020 году издавала компания DC Comics. Сценаристом выступил Джефф Джонс.

## Синопсис
Бэтмен расследует несколько продолжающихся преступлений Джокера, происходящих одновременно.

### Выпуски
| № | Дата выхода      | Оценка на Comic Book Roundup    | Предполагаемый объём продаж (первый месяц) |
| - | ---------------- | ------------------------------- | ------------------------------------------ |
| 1 | 25 августа 2020  | 9 из 10 на основе 26 рецензий   | около 300 000 копий                        |
| 2 | 29 сентября 2020 | 8,5 из 10 на основе 22 рецензий | от 190 000 до 225 000 копий                |
| 3 | 27 октября 2020  | 8 из 10 на основе 23 рецензий   | от 195 000 до 235 000 копий                |

### Сборники
| Название             | Тип              | Дата выхода    | Собранный материал        | Кол-во страниц | ISBN                      |
| -------------------- | ---------------- | -------------- | ------------------------- | -------------- | ------------------------- |
| Batman: Three Jokers | Твёрдый переплёт | 17 ноября 2020 | Batman: Three Jokers #1-3 | 160            | 9781779500236, 1779500238 |

## Отзывы
На сайте Comic Book Roundup серия имеет оценку 8,5 из 10 на основе 71 рецензии. Оливер Сава из The A.V. Club дал ей «C-» и похвалил художников. Кэт Каламиа из Newsarama поставила дебюту 9 баллов из 10 и написала, что «активное участие Джейсона Тодда и Барбары Гордон» в комиксе отличает его от других серий, в которых Бэтмен противостоит Джокеру. Спенсер Перри из ComicBook.com, рецензируя финал, посчитал, что «Batman: Three Jokers — это что-то вроде расширенной шутки». Чад Бёрдетт из Comic Book Resources включил серию в список 10 лучших комиксов DC за 2020 год. Ибрагим Аль Сабахи из «Канобу» писал, что рисунки Джейсона Фейбока «радуют глаз».

## Продолжение
Джефф Джонс объявил, что он и Джейсон Фейбок работают над сиквелом комикса.